# サイドナヤ刑務所
座標: 北緯33度39分54秒 東経36度19分43秒 / 北緯33.66500度 東経36.32861度
サイドナヤ刑務所 (アラビア語: سجن صيدنايا, Sijn Ṣaydnāyā, スィジュン・サイドナーヤー)は、シリアのダマスカス近郊にある軍事刑務所である。常に1,000人以上の政治犯が収容されていて、その中にはムスリム同胞団のメンバーやその他イスラム主義者も含まれている。

## 名称
刑務所名はダマスカスから30kmほど離れた農村地帯である所在地名にちなむ。
同地名ならびに刑務所名はアラビア語で文語と口語の違いによる発音揺れがあることから
- 古典的文語アラビア語発音：Ṣaydanāyā / Ṣaidanāyā（サイダナーヤー）[3][4]
- 文語アラビア語的発音：Ṣaydnāyā / Ṣaidnāyā（サイドナーヤー）
- 【現地発音】口語アラビア語発音(1)：Ṣeidnāya（セイドナーヤ）[5]
- 【現地発音】口語アラビア語発音(2)：Ṣēdnāya（セードナーヤ）[6]

日本語メディア・記事ではサイドナヤ以外にもサイドナーヤー、セイドナヤ、セドナヤなど、英語メディアではSaydnaya、Saidnaya、Seydnaya、Seidnaya、Sednaya、Sidnayaのような表記が混在している。
また内部における度々の凄惨な事件・処刑ゆえに、後に血の色にちなんだ「赤の刑務所」（アラビア語：السجن الأحمر, al-sijn al-aḥmar, アッ＝スィジュン・アル＝アフマル）という別名でも呼ばれるようになった。

## 歴史
1987年、サイドナヤ修道院の近くに建設。地上部と地下部から成り、政治犯・民間人を収容するレッドセクションと軍人を収容するホワイトセクションに分けて管理された。
2008年7月に暴動が発生し、数百人の収容者が負傷、多くのイスラム主義収容者が死亡したとされる。
2017年2月、国際人権団体アムネスティ・インターナショナルが2011年9月から2015年12月にかけて当刑務所で5000人から13000人ぐらいが違法に絞首刑を受けたと報告している。
2011年の反政府デモの数カ月後、様々な恩赦で多くのイスラム主義収容者が釈放されたが、ザフラーン・アッルーシュ、アブー・シャーディー・アッブード（ハッサーン・アッブードの兄弟）やアフマド・アブー・イーサーといったより著名な受刑者も釈放されていて、釈放後シリア内戦においてジャイシュ・アル＝イスラーム、シャーム自由人イスラム運動、スクール・アッ＝シャーム旅団といったイスラム主義反政府グループを率いている。
また、当刑務所を含むシリアの刑務所では拷問や栄養失調、公平な裁判無しの独断的な死刑といった勾留者への非人道的な扱いが繰り返し報告されている。
「サイドナヤ刑務所に送られた勾留者の70%が生きて帰れておらず、軍法会議による裁判のほとんどは秘密警察によって決められてしまう。」—ハマーで受刑者の弁護を行うシリア人弁護士
2017年5月15日、アメリカ合衆国は、サイドナヤ刑務所に遺体を処理するための火葬場が設置されているとしてシリア政府を非難した
2024年12月8日、アサド大統領が国外に出国して政権が崩壊。同日、刑務所が解放された。刑務所の地下に秘密の拘束施設があり多数の人々が閉じ込められているとの情報を受け、ホワイト・ヘルメットが捜索を行ったが、隠匿された拘束施設は発見されなかった。

## 過去の収監者
- ザフラーン・アッルーシュ - ジャイシュ・アル＝イスラム元リーダー
- ハッサーン・アッブード - シャーム自由人イスラム運動元リーダー
- アブー・ヤフヤー・アル＝ハマウィー（英語版） - シャーム自由人イスラム運動元リーダー
- アフマド・アブー・イーサー - スクール・アッ＝シャーム旅団のリーダー
- アブー・ムハンマド・アル＝アドナーニー（英語版） - IS元リーダー、スポークスパーソン
- アブー・ルクマーン（英語版） - ラッカを統治していたISメンバー
- ハイサム・アル＝マーリフ（英語版） - イスラム主義の反体制活動家、弁護士[31]